# Du er ikke alene
Du er ikke alene è un film del 1978 diretto da Lasse Nielsen e Ernst Johansen.
Il film, sceneggiato dallo stesso regista Lasse Nielsen con Bent Petersen, è stato prodotto in Danimarca da Steen Herdel.

## Trama
In una scuola privata danese a forte impronta religiosa con annesso convitto maschile, il preside sta raccogliendo i fondi per costruire la nuova palestra. Gli insegnamenti si basano su solidi principi cristiani, a partire dalle preghiere mattutine per gli ospiti del convitto, fino ad arrivare ai riferimenti per una buona morale durante le lezioni.
Il quindicenne Bo si sente attratto dal tredicenne Kim, il giovane figlio del preside che abita nella casa paterna a fianco dell'istituto; sviluppa così presto un rapporto speciale col bambino. Come saggio di fine anno, gli studenti hanno il compito di presentare un componimento sul comandamento biblico "Ama il tuo prossimo".
Ma, a causa della proposta del preside di cacciare Ole, un ragazzo indisciplinato, che trova l'adesione di una buona parte del corpo docente, alcuni decidono di protestare non andando più alle lezioni e nel contempo iniziando a girare un documentario sul fatto considerato ai loro occhi come ingiusto. Attraverso tutti questi avvenimenti Kim e Bo si trovano sempre più legati e la naturalezza di questo legame è scontata anche per gli altri compagni di classe: fanno la doccia insieme, vanno nella capanna segreta costruita da Bo in mezzo alla boscaglia, la notte Kim sgattaiola fuori dalla sua stanza per andare a dormire con Bo nello stesso letto e poter in tal modo rimanere abbracciato a lui.
Dopo esser accorso assieme a tutti gli altri in difesa proprio di Bo aggredito e malmenato da un gruppo di teppistelli in motocicletta, il giovane minacciato di espulsione viene riammesso alle lezioni all'unanimità, per la soddisfazione di tutti. Vi sono poi episodi riguardanti una lezione sulla droga e gli effetti di dipendenza a cui può indurre l'hashish, la relazione sessuale tra una delle ragazze addette alla caffetteria interna della scuola e uno degli allievi poco più che adolescente, una festicciola a base di vino in mezzo al bosco a cui partecipano i ragazzi, le nuotate nel laghetto in compagnia ed infine l'incontro erotico che avviene tra due compagni maschi di Bo nei bagni.
Durante la cerimonia finale dei diplomi, alla presenza degli insegnanti e dei genitori, viene proiettato il cortometraggio prodotto dai ragazzi e intitolato "Ama il prossimo tuo come te stesso", in cui si vedono Kim e Bo che si avvicinano, si abbracciano e si baciano.

## Accoglienza
La pellicola rimane alquanto controversa, soprattutto negli Stati Uniti, non solo trattando il tema di una storia d'amore omosessuale tra adolescenti, ma anche a causa della scena che mostra i due giovani attori, Anders Agensø e Peter Bjerg (rispettivamente di 16 e 12 anni all'epoca delle riprese) fare il bagno completamente nudi insieme.